# Hleb Makaranka
Hleb Wiaczasławawicz Makaranka (błr. Глеб Вячаслававіч Макаранка ;ur. 3 października 2002) – białoruski zapaśnik walczący w stylu klasycznym. Zajął siódme miejsce na mistrzostwach świata w 2024.
Piąty na mistrzostwach Europy w 2021. Złoty medalista olimpijskiego festiwalu młodzieży Europy w 2019. Drugi na MŚ U-23 w 2023, a także na ME U-23 w 2025. Drugi na ME kadetów w 2018 i 2019 roku.